# Campylandra yunnanensis
Campylandra yunnanensis är en sparrisväxtart som först beskrevs av Fa Tsuan Wang och S.Yun Liang, och fick sitt nu gällande namn av M.N.Tamura, S.Yun Liang. Campylandra yunnanensis ingår i släktet Campylandra och familjen sparrisväxter. Inga underarter finns listade i Catalogue of Life.

## Bildgalleri

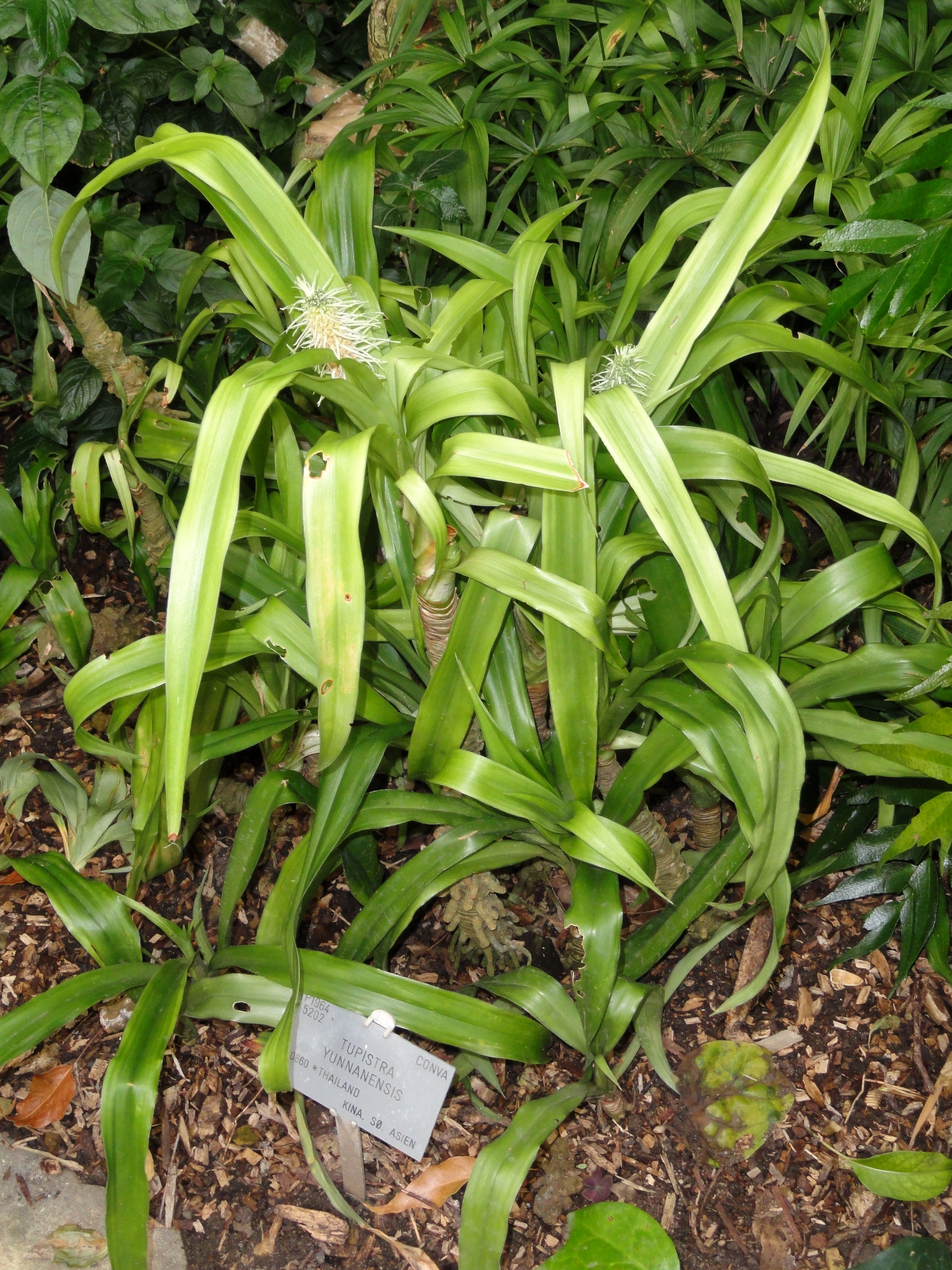